# 松尾川 (徳島県)
松尾川（まつおがわ）は、徳島県三好市を流れる吉野川水系の河川である。

## 地理
旧三好郡東祖谷山村の落合峠付近を水源として河川には四国電力の発電用ダム・松尾川ダムに入り、後に西に流れ祖谷川に合流する。旧池田町と西祖谷山村との境を北流したのち池田町内を西流する。上流の北流する間を深淵川という。
西祖谷山村小祖谷から池田町松尾に流れ、それぞれの地域では小祖谷川・松尾川と呼んでいる。小祖谷と松尾の間は両岸が比高500mの急斜面をなし、ことに右岸の竜ヶ岳の絶壁は新緑・紅葉を問わず美しい。
周辺にはこのほか、腕山牧場・深淵キャンプ場などあり、いずれも剣山国定公園の一部をなしている。

## 利水施設
- 松尾川ダム

## 名所
- 竜ヶ岳
- 黒沢湿原
- たびの尻滝

## 流域の自治体
徳島県
三好市